# Goldriesling
Der Goldriesling, auch Gelbriesling, Goldmuskat, ist eine Weißweinsorte, die in nennenswertem Umfang nur im sächsischen Weinbau angepflanzt wird. 

## Abstammung
Der Ursprung dieser Rebsorte liegt im Elsass, wo sie im Jahr 1893 von Christian Oberlin in Colmar aus der Kreuzung der Sorten Riesling und Früher Malingre entstand. Die ursprünglichen Angaben des Züchters, es handele sich um eine Kreuzung von Riesling und Courtillier Musqué Précoce, konnten in der Zwischenzeit durch eine DNA-Analyse im Jahr 2007 widerlegt werden. Die Sorte fand erst im Jahr 1995 Eingang in die Sortenliste.
Durch die guten Eigenschaften dieser Rebsorte wird bei Neuzüchtungen auch heute noch auf sie zurückgegriffen. Bei den älteren Züchtungen Lucie Kuhlmann, Léon Millot und Maréchal Foch diente sie ebenfalls als Kreuzungspartner.

## Eigenschaften
Da die Sorte spät im Frühjahr austreibt und trotzdem schon früh geerntet werden kann, eignet sie sich besonders für Randlagen wie beim sächsischen Weinbau. So kann ihr der späte Frost im Frühjahr wenig anhaben.

## Wein
Goldriesling fällt durch eine helle, gelbliche Farbe auf. Das Bukett ist feinwürzig mit leichter Muskatnote. Die zumeist leichten, aber charaktervollen Weine dieser Rebsorte sind gute Essensbegleiter, eignen sich als Grundwein zur sommerlichen Bowle oder, dank der kräftigen Säure, für eine Schorle.

## Verbreitung
Erstmals 1913 angebaut in Sachsen, ist diese Sorte fast nur noch hier beheimatet. Die bestockte Rebfläche beträgt ca. 21 ha. Zugelassen ist die Sorte jedoch auch in den Weinbaugebieten Franken, Ahr, Mittelrhein, Mosel, Nahe, Pfalz und Rheinhessen.
| Weinbaugebiet             | Rebfläche (Hektar) |
| Ahr                       | -                  |
| Baden                     | -                  |
| Franken                   | -                  |
| Hessische Bergstraße      | -                  |
| Mittelrhein               | -                  |
| Mosel                     | -                  |
| Nahe                      | -                  |
| Pfalz                     | -                  |
| Rheingau                  | -                  |
| Rheinhessen               | -                  |
| Saale-Unstrut             | unter 0,5          |
| Sachsen                   | 16                 |
| Stargarder Land           | -                  |
| Württemberg               | -                  |
| Deutschland Gesamt (2010) | 21                 |

- Siehe auch: Weinbau in Deutschland

## Synonyme
Der Goldriesling ist auch unter den Synonymnamen Franzosentraube, Gelbriesling, Goldmuskat, Riesling doré, Risling khativ und Risling zolotistyi bekannt.